# Hoegaarden (bier)

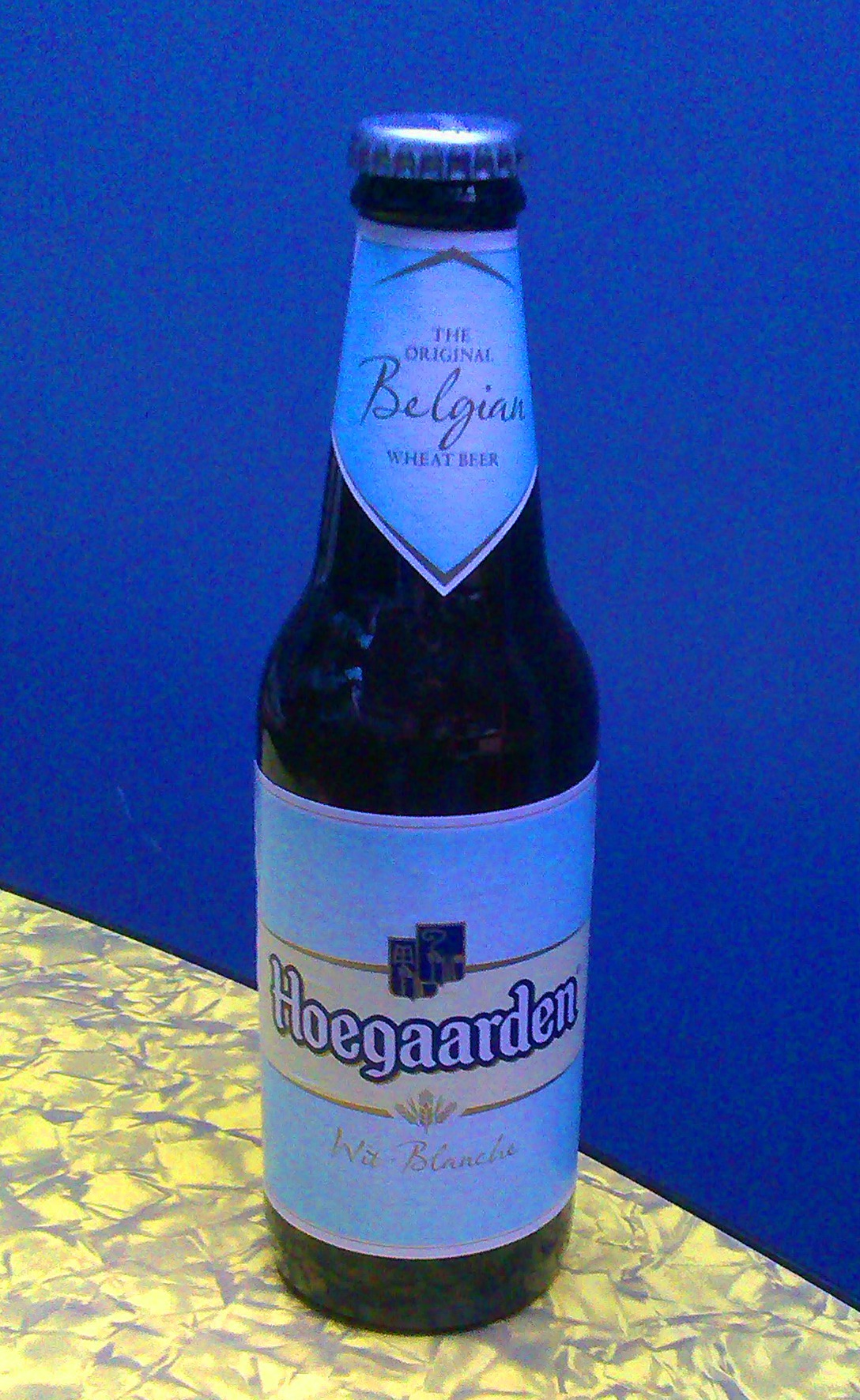
Flesje Hoegaarden (witbier)

Hoegaarden is een Belgisch biermerk. Het merk werd op de markt gebracht door Brouwerij De Kluis, gevestigd te Hoegaarden. Deze brouwerij werd in 1966 opgericht door Pierre Celis; het hier gebrouwen witbier heette aanvankelijk Oud Hoegaards. Het is nu een merk van Anheuser-Busch InBev.

## Achtergrond
Sinds 1985 was het merk onderdeel van Brouwerij Artois die vers kapitaal leverde, nadat een brand brouwerij De Kluis trof. Na de overname werd het recept gewijzigd om een groter publiek aan te spreken en op grondstoffen te besparen. Brouwerij Artois, op dat moment al een tijd opgegaan in wat dan InBev heet, besloot in 2006 de brouwerij te sluiten en de productie te verplaatsen naar Jupille. Hiertegen was veel protest, omdat men daarvoor banen zal schrappen en de plaatselijke traditie verloren ging.
Op 6 oktober 2006 kwam het nieuws dat het Hoegaarden bier nog langer dan gepland in de brouwerij te Hoegaarden gebrouwen zal worden. De brouwers in Jupille (waar ook Jupiler gemaakt wordt), was het nog niet gelukt om de vereiste kwaliteit te bekomen, met een te donker, zuur bier tot gevolg. Op 4 mei 2007 bleken de problemen nog niet voorbij, en te zorgen voor grote leveringsproblemen van Hoegaarden witbier. In enkele grote Belgische en Nederlandse supermarkten was voor het eerst in lange tijd geen Hoegaarden verkrijgbaar. Op 10 september 2007 werd bekend dat Hoegaarden weer definitief in Hoegaarden gebrouwen zou worden. Het is de brouwerij in Jupille niet gelukt om de typische smaak van Hoegaarden na te bootsen.

## Hoegaardse bieren
Voor de bereiding van Hoegaarden gebruikt men water, ongemoute tarwe, gerstemouten, hop en kruiden. Alle bieren zijn ongefilterd en hergisten in fles of vat. Deze hergisting op fles of vat neemt ongeveer twee weken in beslag aan een constante temperatuur van 26° Celsius.

## Hoegaarden (witbier)

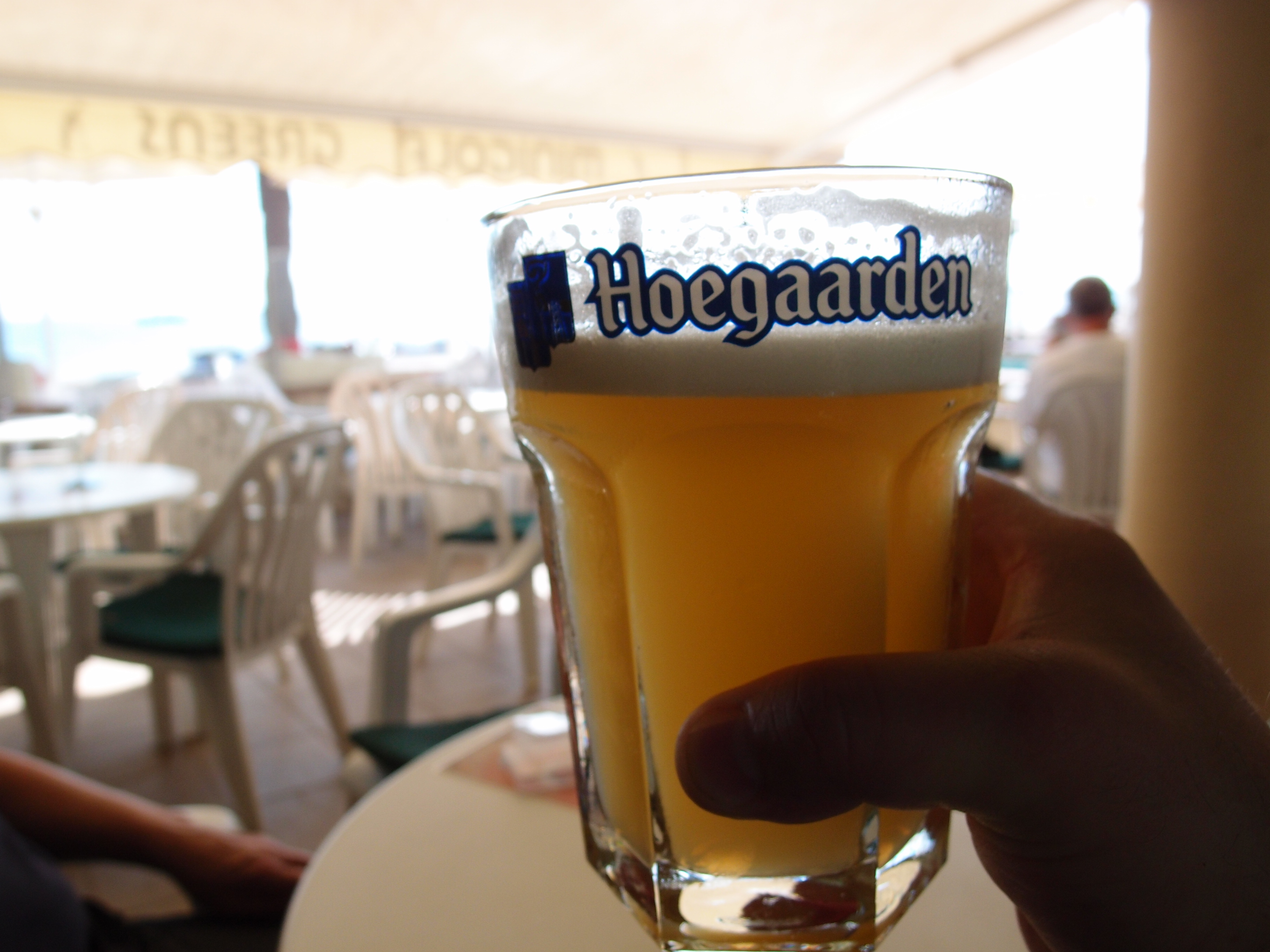
Hoegaardenglas

Mout, tarwe, hop, water, koriander en gedroogde sinaasappelschil zijn de ingrediënten. Het bier is ongefilterd en is van hoge gisting. Daarenboven wordt het nog eens gegist in de fles. Het alcoholpercentage bedraagt 4,9%. Het is een fris bier en een uitstekende dorstlesser. Het heeft ook een karakteristieke smaak. Er is ook een specifieke manier om uit te schenken, die men kan terugvinden achteraan op een fles met een zilveren etiket. Het glas moet eerst afgespoeld worden of even in het ijs liggen, dan moet je de helft van het flesje uitschenken, de gistsluier losmaken door het flesje 'zestienmaal' te draaien en dan de rest uitschenken. Het overtollige schuim mag verwijderd worden. In een café krijgt men voor een Hoegaarden van 25cl een typisch blokkig Hoegaardenglas. Bij een 50cl is dit hetzelfde glas in het groot.

## Andere bieren
Naast het gewone witbier van Hoegaarden, bestaan ook de donkerkleurige bieren Julius en Hoegaerdse Das, de fruitige bieren Hoegaarden Grand Cru en Verboden Vrucht en de Hoegaarden Speciaal. Sinds kort bestaat er ook Hoegaarden Rosée en Hoegaarden Citron.
Verder zijn er twee Radlervarianten op de markt gebracht: Hoegaarden Radler Agrum (een mix van Hoegaarden Wit met sinaasappel en pompelmoes) en Hoegaarden Radler Lemon & Lime met citroen en limoen. Deze bestaan ook in een alcoholvrije variant.

## Productie
Jaarlijks werd ongeveer 1,3 miljoen hectoliter bier gebrouwen in Hoegaarden. Slechts 8% daarvan was bestemd voor de Belgische markt en 15% voor China. In mei 2018 werd bekendgemaakt dat een deel van het witbier reeds in China wordt gebrouwen. Dit leidde tot een daling van de productie in Hoegaarden. Verder werden plannen bekendgemaakt om ook in Vietnam de productie van het witbier op te starten.